# Cmentarz Starofarny w Bydgoszczy

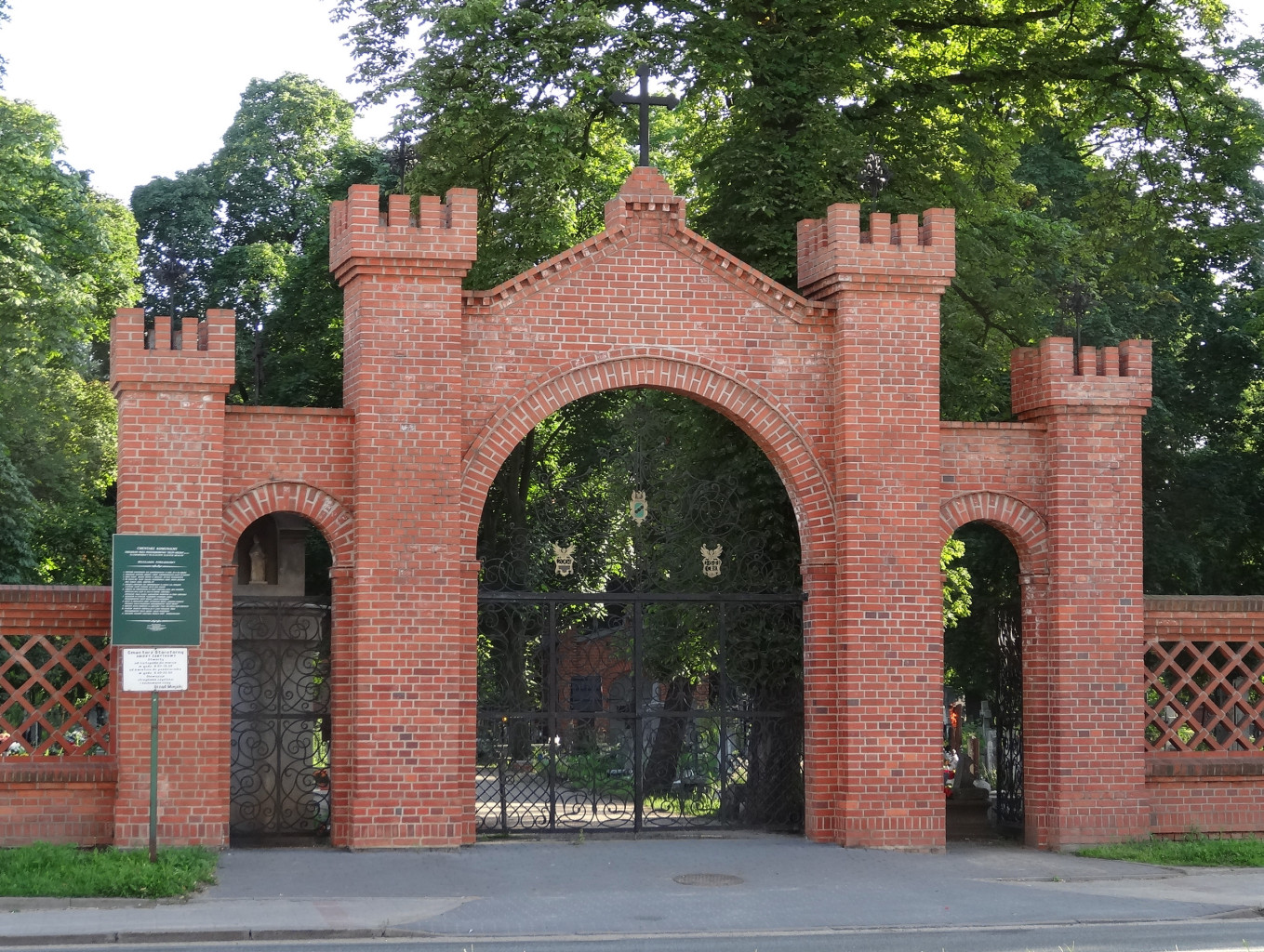
Brama cmentarna

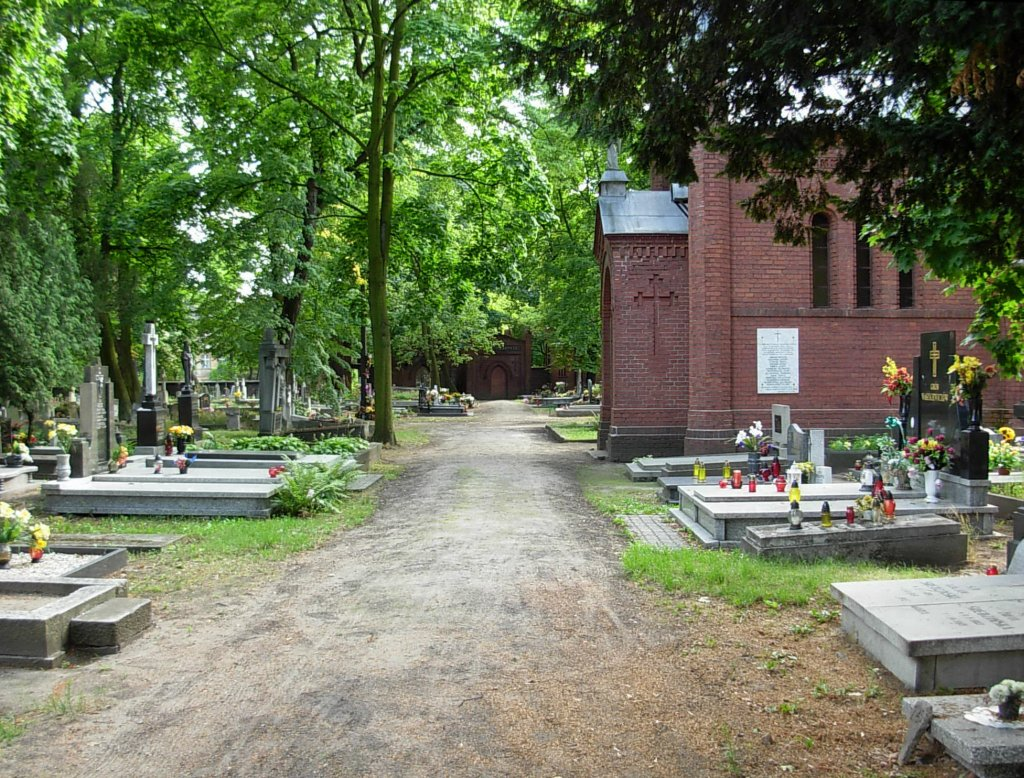
Alejka

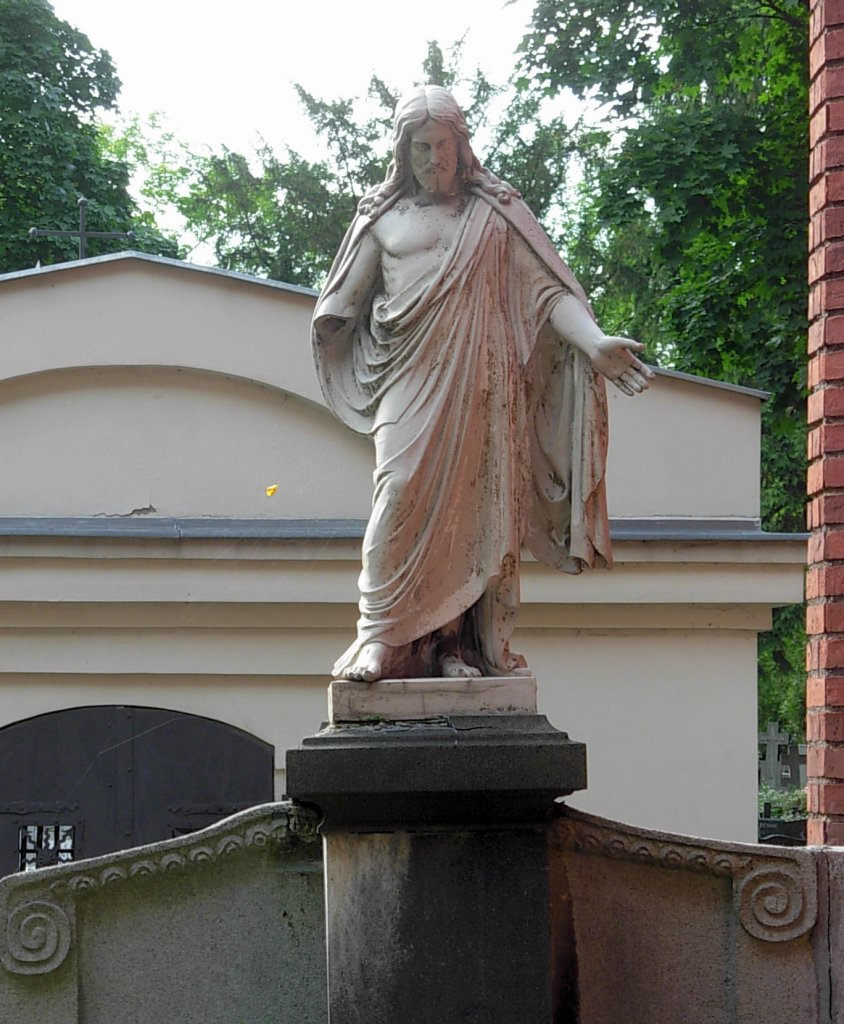
Nagrobek z figurą Chrystusa Błogosławiącego

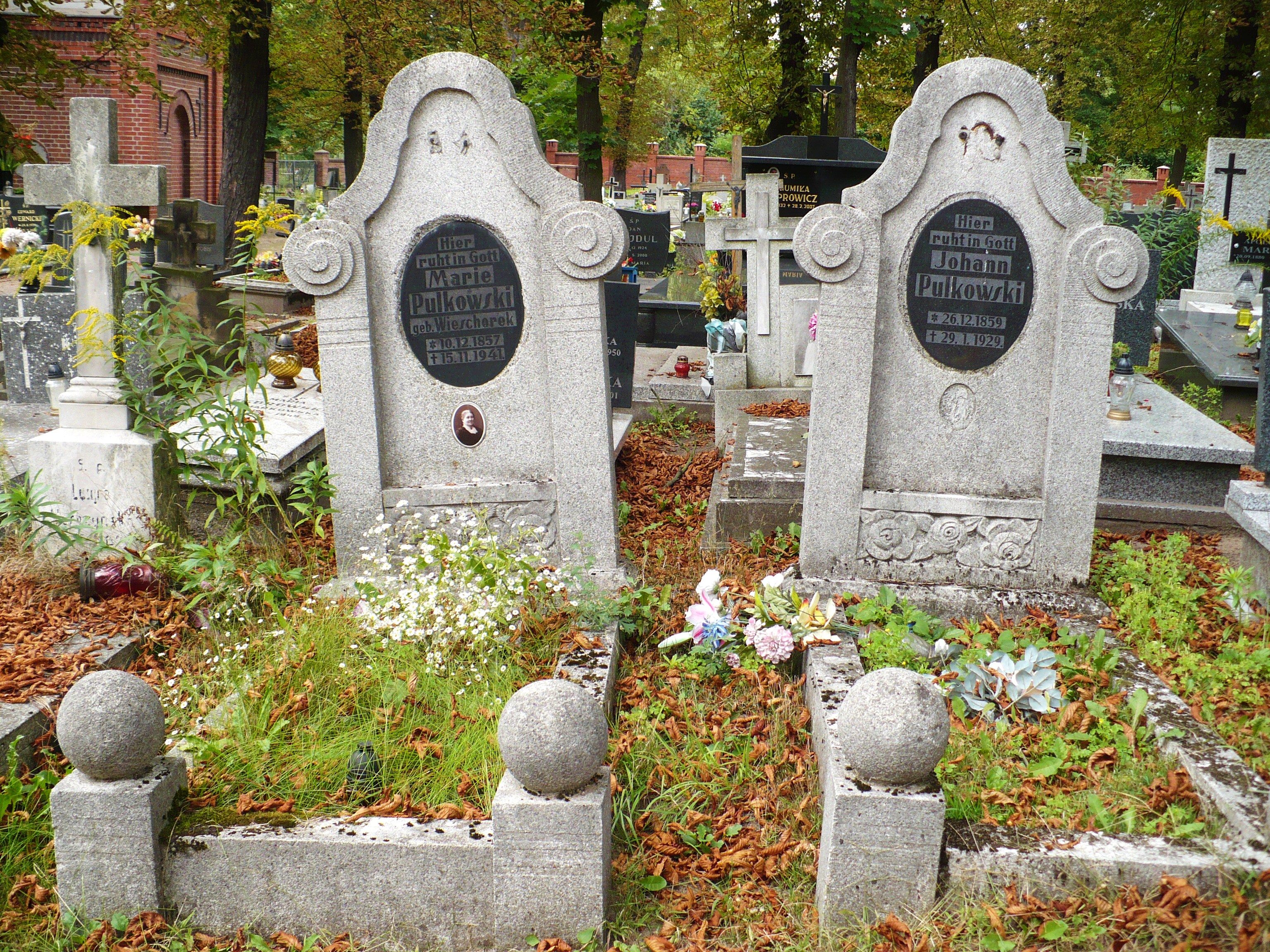
Przedwojenne nagrobki

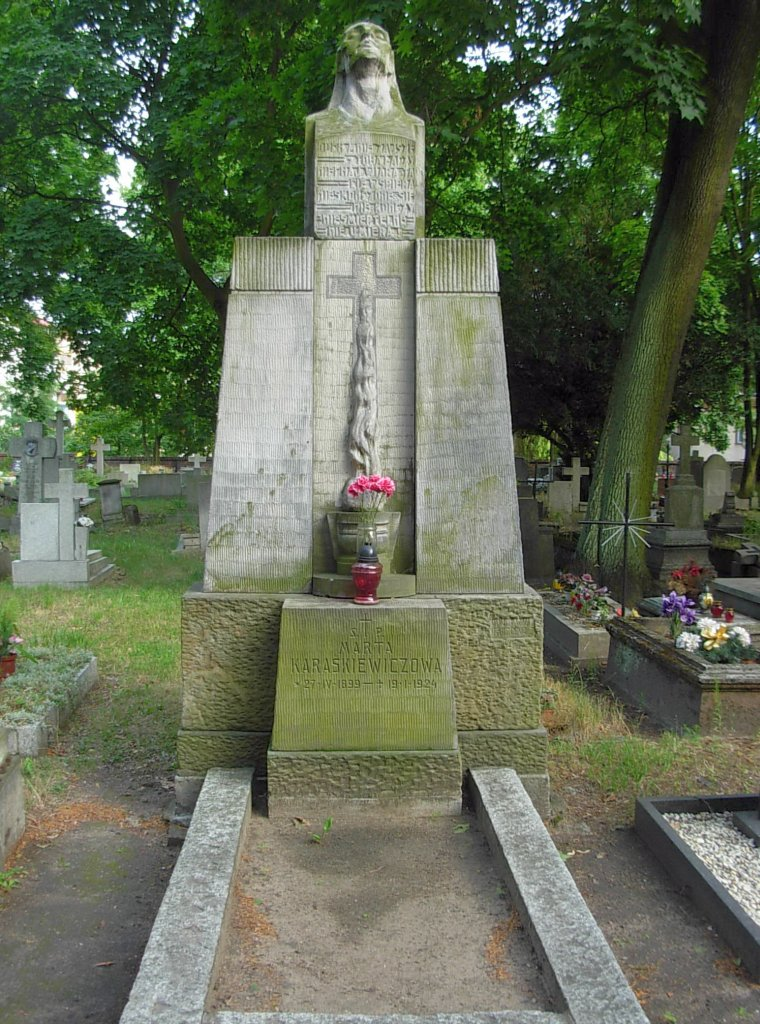
Nagrobek Marty Karaśkiewiczowej

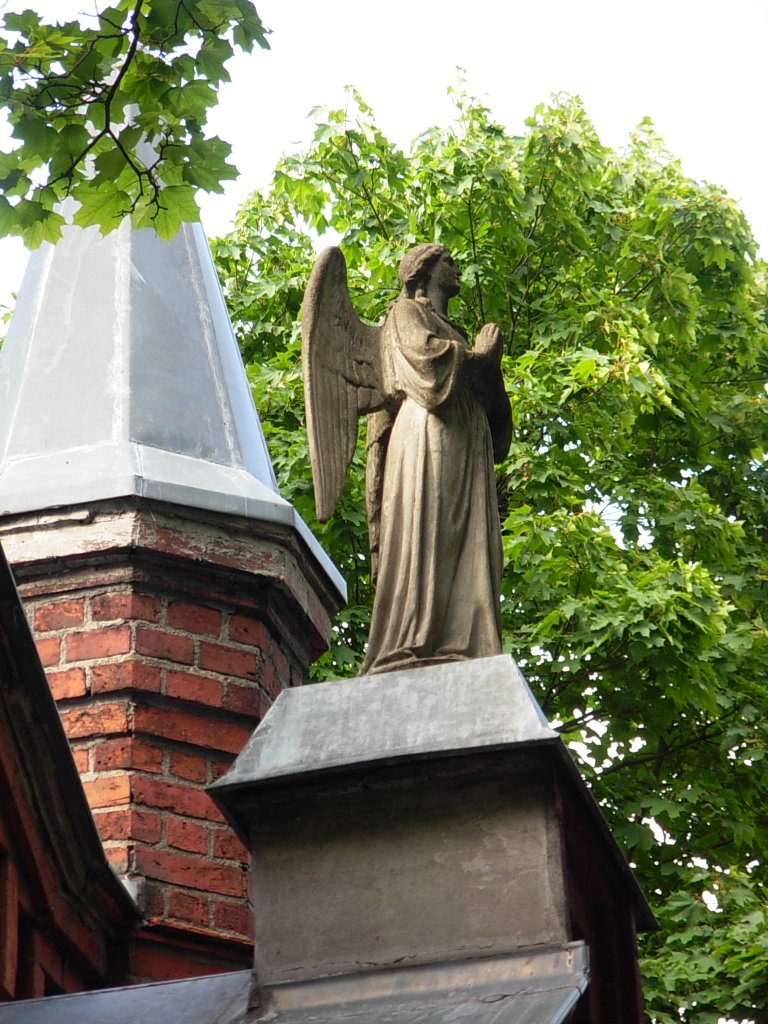
Figura anioła

Cmentarz Starofarny w Bydgoszczy – najstarszy cmentarz katolicki w Bydgoszczy.

## Lokalizacja
Cmentarz przylega do południowej strony ulicy Grunwaldzkiej, w pobliżu Węzła Grunwaldzkiego. Południową granicą cmentarza jest koryto Kanału Bydgoskiego. Nekropolia znajduje się w ciągu zieleni należącym do plantów nad Kanałem Bydgoskim i stanowi ich najbardziej na wschód wysunięty fragment. Przed I wojną światową cmentarz posiadał adres Berlinerstrasse 13. Przez pewien czas cmentarz lokalizowano przy ul. św. Trójcy, która według niektórych map ciągnęła się w kierunku zachodnim aż do muru cmentarnego.

## Historia
Początki cmentarza sięgają grudnia 1808, kiedy magistrat miasta Bydgoszczy zakupił cztery morgi magdeburskie (1 ha) gruntów znajdujących się przy polnej drodze wiodącej do Szyszkówka, czyli dzisiejszego Czyżkówka (obecnie ul. Grunwaldzka), z przeznaczeniem na założenie cmentarza dla katolików. Akta kupna i sprzedaży tej ziemi zostały rozpoczęte i wpisane do księgi Magistratu dnia 9 kwietnia 1808 r., a zakończone całą transakcją właśnie w grudniu 1808. Ziemia ta została oddana na własność parafii farnej. Pierwszych pochówków dokonano najpóźniej w 1811, po wydaniu zakazu chowania zmarłych na cmentarzach przykościelnych przez władze pruskie.
Cmentarz Starofarny był pierwszym miejskim cmentarzem katolickim usytuowanym w oddaleniu od świątyni parafialnej. Chowano na nim osoby z miasta i okolic. W 1828 wiodącą obok niego drogę przekształcono w brukowaną ulicę wiodącą do Nakła i Koronowa.
W 1855 cmentarz powiększono o 0,40 ha, kupując za 77 talarów, 11 srebrnych groszy i 3 fenigi parcelę od rodzeństwa Zuzanny Józefy i Tomasza Józefa Sowińskich. W 1906 r. cmentarz osiągnął powierzchnię 1 ha 42 arów i 50 m kw.
W okresie zaborów, a szczególnie w czasie powstań narodowych na cmentarzu Starofamym dochodziło wielokrotnie do patriotycznych manifestacji, czego okazją były pogrzeby zasłużonych bydgoszczan. W 1877 Okole zostało włączone do Bydgoszczy i tym samym cmentarz wszedł w obręb granic miejskich.
Co najmniej do 1892 cmentarz nie był podzielony na kwatery i nie stosowano na nim numeracji grobów, nie posiadał zresztą również regulaminu porządkowego. Istniał jedynie podział na klasy – pochówek w miejscach eksponowanych był bowiem droższy od zwyczajnego.
W II połowie XIX wieku, cmentarz został powiększony i upiększony. W 1886 wykonano nowe murowane ogrodzenie, a w 1892 nasadzono aleje z kasztanowców, klonów i lip.
Do początku XX wieku władze pruskie nie dopuszczały do erygowania nowych parafii katolickich na terenie Bydgoszczy. Z powodu zapełnienia cmentarz nie mógł już być dłużej użytkowany. W 1906 proboszcz parafii farnej ks. Ryszard Markwart uzyskał zgodę na założenie nowego cmentarza parafialnego na północnych rubieżach miasta (cmentarza Nowofarnego). Od tej pory nekropolię nazywano Starym cmentarzem lub cmentarzem Starofamym.
W 1924 prymas Edmund Dalbor podzielił bydgoską parafię farną na sześć jednostek administracyjnych, zaś prawo do dokonywania pochówków na cmentarzu uzyskała parafia Świętej Trójcy.
W 1936 rada miasta Bydgoszczy uchwaliła opiekę na koszt miasta nad grobem pochowanego na cmentarzu Starofarnym zasłużonego dla Bydgoszczy malarza i patrioty Maksymiliana Piotrowskiego.
W czasie okupacji hitlerowskiej cmentarz Starofarny wielokrotnie był przedmiotem ataków ze strony okupanta, który dążył do niszczenia oznak polskości miasta. Władze niemieckie wydały polecenie usunięcia z tablic nagrobkowych polskich napisów. Ponadto cmentarz był atakowany przez bojówki Hitlerjugend, które niszczyły polskie nagrobki, zalepiały polskie napisy, oraz uszkadzały ogrodzenie. W jedną z kwietniowych niedziel 1942, w godzinach rannych, napadu na cmentarz dokonali Niemcy w mundurach SA oraz SS, zasmarowując polskie napisy nagrobne cementem oraz niszcząc metalowe elementy wyposażenia grobów. Wyrządzone szkody naprawiono po wojnie przez rodziny zmarłych oraz mieszkańców okolicznych kamienic.
W latach 1945–1964 mimo zapełnienia, nadal dokonywano pochówków na cmentarzu w grobach rodzinnych i w miejscach starych grobów z XIX wieku, którymi nikt się nie opiekował. 11 lipca 1964 dokonano ostatniego pochówku (śp. Henryka Barańskiego), a 15 lipca 1964 nekropolia została zamknięta przez Wydział Gospodarki Komunalnej i Mieszkaniowej Miejskiej Rady Narodowej w Bydgoszczy i przemianowana na cmentarz komunalny.
12 czerwca 1977 władze miejskie zatwierdziły plan modernizacji układu komunikacyjnego w rejonie skrzyżowania ulic: Focha, Kruszwickiej, Nakielskiej i Grunwaldzkiej. Plan ten przewidywał zmiany w układzie ulic, na skutek których uległaby likwidacji część cmentarza od strony północnej. Prace rozbiórkowe rozpoczęto w 1978. Obejmowały one przebudowę ogrodzenia (rozebrano cały mur z 1909, wraz z centralną bramą z dwoma bocznymi wejściami), rozbiórkę kaplic, ekshumację niektórych grobów. Podczas prac dopuszczono się wielu szkód, m.in. zniszczono zabytkową kaplicę Bożej Męki z XVII wieku, rozebrano grobowce rodzin Magdzińskich, Warmińskich (z 1908), Hennertów, Ponieckich (z okresu II RP), Schneiderów (z 1900), Wollschlegerów (Michała + 1877 oraz żony Konstancji z Bussów + 1891; kaplica ta, znajdująca się na lewo od cmentarnej bramy, posiadała marmurowe tablice epitafijne po obu stronach drzwi oraz obraz Matki Boskiej Częstochowskiej w oszklonej wnęce nad wejściem) oraz Wirskich. Ta ostatnia kaplica, w stylu neogotyckim, należała do najbardziej oryginalnych; zbudowana została z profilowanej cegły po 1885, zajmowała powierzchnię 12 × 15 stóp i posiadała misternie kutą kratę w drzwiach wejściowych, ponad którymi znajdowało się tondo z freskiem przedstawiającym anioła pocieszającego Chrystusa w ogrodzie Oliwnym; całość wieńczył szczyt z miniaturową postacią Chrystusa wzorowaną na słynnej rzeźbie Thorvaldsena. Wraz z kaplicami rozebrano również dom dozorcy cmentarza (Grunwaldzka 17) oraz dokonano nieumyślnej profanacji szczątków zmarłych. Znajdująca się do tej pory w bramie cmentarnej ręcznie kuta krata powróciła do kościoła klarysek, skąd została wcześniej zabrana po zamknięciu tego kościoła przez Prusaków w XIX wieku.
Brak pewności co do losów pozostałej części cmentarza spowodował ekshumacje i na tym obszarze; w ten sposób zniknął granitowy nagrobek rodziny Sergotów (w tym Ignacego Sergota, 1874–1928). Następstwem tych wydarzeń było powołanie Społecznego Komitetu Ratowania Zabytków Cmentarza Starofarnego, na czele którego stanął mgr inż. arch. Stefan Klajbor. Komitet ten spowodował wpisanie cmentarza do rejestru zabytków, co nastąpiło 28 czerwca 1983 W 1984 r. sporządzono plan uporządkowania, konserwacji i zagospodarowania cmentarza Starofarnego, a w 1985 Kuria Metropolitalna w Gnieźnie przekazała go nieodpłatnie pod zarząd władz administracyjnych miasta.
W 1991 rozpoczęto realizację planu rewaloryzacji cmentarza. Obejmował on rekonstrukcję ogrodzenia, konserwację zabytkowego zespołu 13 kaplic – mauzoleów, uporządkowanie kwatery żołnierzy francuskich oraz rekonstrukcję XVII-wiecznej kapliczki. Od 1998 prace są wspomagane funduszami zbieranymi przez społeczeństwo Bydgoszczy w czasie Święta Wszystkich Świętych. Do 2009 r. zebrane fundusze umożliwiły przeprowadzenie remontu ogrodzenia oraz odnowienia kaplic grobowych. Datki zebrane w 2018 przeznaczone zostaną na renowację grobowca Marty Schulcówny, rodziny Sitarków i nagrobka Kohna.
W 1994 władze miasta ponowne otworzyły cmentarz dla pochówków, zwłaszcza osób zasłużonych dla miasta.

## Charakterystyka
Cmentarz Starofarny posiada obszar 3,2 ha. Można wyróżnić 10 kwater w kształcie prostokątów, których granice wyznaczają ziemne alejki. Mogiły lokowane są tu w układzie rzędowym, przy czym nie stosowano zasady orientowania (kierowania zmarłych twarzą ku wschodowi). W centrum cmentarza znajduje się dawna kaplica przedpogrzebowa, a przy niej krzyż cmentarny.
W południowej części cmentarza znajdują się ceglane Kaplice grobowe rodzinne Modrakowskich, Kościńskich, Markowskich, Łasińskich oraz Bogińskich, poza nimi na cmentarzu znajdują się grobowce Czarlińskich oraz Dienhof-Hotomskich.
Ogrodzenie od strony Kanału Bydgoskiego zostało zrekonstruowane w latach 80. XX w., zaś od strony ul. Grunwaldzkiej w 2008.

### Zieleń
Przy alejkach rosną ponad 100-letnie kasztanowce, lipy, klony, świerki, tuje i akacje. Aleja główna została wysadzona lipami, a aleje boczne – klonami i kasztanowcami.

### Obiekty zabytkowe
Na cmentarzu zlokalizowane są liczne grobowce o wartości historycznej m.in.: groby żołnierzy francuskich, poległych w wojnie prusko-francuskiej w 1870–1871; mogiły zasłużonych bydgoszczan oraz kaplica cmentarna zamordowanych w 1939 mieszkańców miasta.
Najstarszym zachowanym obiektem na terenie cmentarza jest Boża Męka z 1663, zaś najstarszym zachowanym nagrobkiem jest płyta na grobie Ignacego Rutkowskiego, zmarłego w 1852 roku. Kolejne stare nagrobki pochodzą z 1864 i kryją szczątki Kazimierza Janowskiego (23.03.1854 – 1.09.1864) oraz Thomasa Lerchenfelda (1788–1864). Większość nagrobków pochodzi z początku XX wieku i okresu międzywojennego. 35% z ogólnej liczby nagrobków to obiekty o wartości zabytkowej.
Wśród zabytków sztuki, znajdują się dzieła rzeźbiarzy, kowali, a także witrażowników i malarzy. Większość kaplic grobowych oraz kaplicę pogrzebową wykonano w stylu neogotyckim. Posiadają one elewacje wzbogacone detalami w formie lizen, gzymsów, archiwolt oraz krzyży flankujących wejścia.
Na cmentarzu kilka nagrobków posiada szczególną wartość artystyczną i jest dziełem znanych bydgoskich artystów, m.in. Piotra Trieblera. Na wielu grobach znajdują się rzeźby przedstawiające anioły, Matkę Boską, postać Chrystusa. Niektóre nagrobki zawierają niestandardowe napisy, na przykład na nagrobku Marty Karaśkiewiczowej (27.04.1899–9.01.1924) znajduje się czterowiersz (parafraza wiersza Zygmunta Krasińskiego):
Duch mnie z Tobą stale łączy
Niechaj wiara ta Cię wspiera.
Nieskończone się nie kończy,
Nieśmiertelne nie umiera!
Z kolei na nagrobku Sofie Tyliński (zmarłej w wieku 18 lat) znajduje się tekst niemiecki (niżej tłumaczenie)
Właśnie w cudnej życia godzinie
Stało się. I w noc zamienił się dzień.
Wznieście oczy: oto gwiazdą płonę,
Na ziemi zostawiwszy swój cień.
Pozytywistyczny duch pracy mieszkańców Bydgoszczy oddaje epitafium na grobie Władysława Paciorkiewicza:
Tu leży mój mąż najdroższy
Co dla Polski wiernie żył
Chciał ją dźwignąć, uszczęśliwić,
Lecz go grób przedwcześnie skrył
Niechaj każdy przechodzień
Który grób ten mija
Westchnie za jego duszę
Zdrowaś bądź Maryja!
Dwuwierszem upamiętnili rodzice, nieomal jednoczesną śmierć, dnia 23 i 24 stycznia 1931, dwojga swoich dzieci, Henryka i Ireny: „Dwa serduszka razem zabrała nam śmierć nieubłagana do Chrystusa Pana”. Zmarłą tragicznie 26-letnią Lucynę Nowakowska rodzina pożegnała słowami: „Nie wiesz córko spoczywająca w grobie, w jakim smutku i żałobie zostały matka i córki po Tobie”. Tragedię wojny oddaje natomiast prosty napis na grobie 7-letniego Bogdana (ur. 29.01.1932) oraz 9-letniej Krystyny (ur. 8.02.1930) Rewolińskich, którzy zginęli w wiośnie swego życia w czasie bombardowania miasta 2 września 1939: „Tu spoczywają w Bogu najdroższe me dzieci ofiary barbarzyńskiego wroga”.

### Kwatera żołnierzy francuskich
Kwatera znajduje się w południowo-wschodniej części cmentarza Starofarnego. Są to groby 23 żołnierzy – jeńców francuskich z wojny prusko-francuskiej 1870–1871. Jako jeńcy wojenni zostali przewiezieni do będącej wówczas pod pruskim zaborem Bydgoszczy i więzieni w karcerze przy ul. Długiej. Pierwszy z pochowanych żołnierzy zmarł 28 grudnia 1870, 2 umarło w styczniu, 13 w lutym, 3 w marcu i 4 w kwietniu 1871.
Wspólna mogiła powstała w 1871 i była pielęgnowana przez Polaków. Za publiczne podziękowanie, jakie złożył polskiej ludności katolickiej Pierre Sorlot, francuski profesor wykładający w Gimnazjum Królewskim w Bydgoszczy, został on przeniesiony do Hanoweru (1911).
29 września 1929 odbyła się uroczystość poświęcenia grobów żołnierzy francuskich, w obecności przedstawiciela francuskiej misji wojskowej w Warszawie, miejscowych władz wojskowych i cywilnych oraz społeczeństwa.
Kwatera obramowana jest krawężnikiem, a wewnątrz stoją proste, betonowe krzyże bez tablic inskrypcyjnych.
Nazwiska żołnierzy są wypisane na znajdującej się przy grobowcu tablicy.

## Zasłużeni
Cmentarz Starofarny jest miejscem pochówku wielu zasłużonych bydgoszczan. Znajdują się tu groby społeczników, bojowników o polskość, polityków, organizatorów życia kulturalnego, pracowników administracji miejskiej, przemysłowców, rzemieślników, zasłużonych działaczy społecznych, nauczycieli.
Niektóre osoby zasłużone pochowane na cmentarzu Starofarnym:
| Osoba                         | Rok urodzenia | Rok śmierci | Uwagi |
| Edmund Bigoński               | 1891          | 1937        | Urodzony 23.10.1891 r., zmarł 10.12.1937 r. Dziennikarz walczący o prawa Polaków w Niemczech. Za tę działalność dziesięciokrotnie sądzony. Od 1925 r. w Bydgoszczy. W „Dzienniku Bydgoskim” zajmował się polityką i sprawami społecznymi. Poseł na Sejm (1919–1927) i radny miejski (1934–1937). |
| Eugeniusz Czarliński-Schedlin | 1838          | 1920        | Powstaniec Styczniowy. Dr medycyny. Zasłużony organizator polskiego życia społecznego w okresie zaboru pruskiego. Patron ulicy Czarlińskich na osiedlu Niepodległości w Fordonie. |
| Mieczysław Franaszek          | 1944          | 2019        | Urodzony 18.06.1944 r., zmarł 31.07.2019 r. Aktor. W drugą rocznicę śmierci na grobie artysty odsłonięto przedstawiającą go rzeźbę. |
| Zenon Frydrychowicz           | 1851          | 1929        | Urodzony 20.12.1851 r., zmarł 1.03.1929 r. Pierwszy po odzyskaniu niepodległości prezes Sądu Okręgowego w Bydgoszczy. |
| Gabriel Henner                | 1884          | 1949        | Adwokat. W 1911 r. wydał w Krakowie tomik wierszy „Resurectio Carminis”. Od 1920 r. w Bydgoszczy. Wydał m.in. tomik wierszy „Stara Bydgoszcz” (1924) oraz „Księgę godzin”. W 1921 r. Teatr Miejski wystawił jego misterium biblijne „Król Dawid”. |
| Teofil Magdziński             | 1818          | 1889        | Działacz społeczny i narodowy, uczestnik Wiosny Ludów i Powstania Styczniowego. Obrońca praw Polaków. Od 1865 r. w Bydgoszczy. Założyciel Towarzystwa Przemysłowego. Działał we wszystkich polskich towarzystwach społecznych. Poseł do Izby Deputowanych Sejmu Pruskiego, a później do Parlamentu Rzeszy, gdzie był prezesem Koła Polskiego. Członek Rady Miejskiej. Zmarł w pociągu z Berlina do Bydgoszczy. Patron ulicy na Starym Mieście.                                                                         |
| Sebastian Malinowski          | 1970          | 2008        | Historyk, nauczyciel, działacz społeczny, autor licznych artykułów poświęconych dziejom Bydgoszczy, założyciel i kustosz Muzeum Kanału Bydgoskiego i Muzeum Wolności i Solidarności w Bydgoszczy. Twórca imprez edukacyjnych, m.in. trzech edycji Forum Inicjatyw Probydgoskich i Ogólnopolskiego Konkursu Wiedzy o Kujawach oraz Konkursu Wiedzy o Kanale Bydgoskim. Jego imię nosi bulwar nad Kanałem Bydgoskim, między ulicami Bronikowskiego a Wrocławską.                                                         |
| Władysław Paciorkiewicz       | 1876          | 1925        | Urodzony 13.11.1876 r., zmarł 6.07.1925 r. Konstruktor mechanik. Od 1921 r. w Bydgoszczy. Tu założył pierwszą polską wytwórnię maszyn do pisania. Skonstruował m.in. maszyny „Pacior”, „Idea” i „Polonia”. Na budynku, w którym mieszkał przy ul. Dolina 24 znajduje się tablica pamięci. |
| Leonard Pietraszak            | 1936          | 2023        | Aktor teatralny, filmowy i telewizyjny. Grał w główną rolę w serialu Czarne Chmury jako płk. Dowgird oraz w Vabank i Vabank II, czyli Riposta jako Gustaw Kramer, Honorowy Obywatel miasta Bydgoszczy od 2018 r. |
| Maksymilian Piotrowski        | 1813          | 1875        | Profesor Akademii Sztuk Pięknych w Królewcu, artysta malarz, polski patriota. Autor obrazów, m.in.: „Śmierć Wandy”, „Chłopcy na tle murów zamku bydgoskiego”, „Madonna” (w ołtarzu głównym kościoła pw. św. Piotra i Pawła), „Wieczerza flisaków”, „Pożegnanie Marii Antoniny z Delfinem”. Patron ulicy w Śródmieściu. Na kamienicy, w której się urodził przy ul. Długiej 22 znajduje się tablica pamięci. |
| Wanda Poznańska               | 1898          | 2003        | Znała osobiście Józefa Piłsudskiego. Jako stenografistka i radca, brała udział w ważniejszych wydarzeniach dyplomatycznych lat 20. XX w., m.in. podpisaniu Traktatu Ryskiego (1921). Pełniła funkcję osobistej sekretarki ministra Gabriela Narutowicza. Żona konsula II Rzeczypospolitej Polskiej Karola Poznańskiego. Od 1945 r. mieszkała w Montrealu. Liczne dokumenty i dzieła sztuki, przekazała Muzeum Dyplomacji i Uchodźstwa Polskiego w Bydgoszczy.                                                          |
| Julian Prejs                  | 1820          | 1904        | Wybitny działacz narodowy podczas zaboru pruskiego, zwany „Ojcem prasy ludowej na Pomorzu”. Wydawał kalendarze katolicko-polskie i inne opracowania dla Polaków. Od 1865 r. do śmierci mieszkał w Bydgoszczy. W czasie powstania styczniowego był komisarzem tajnego Rządu Narodowego na Pomorzu. Patron ulicy na osiedlu Przylesie w Fordonie. Na budynku, w którym mieszkał przy ul. Terasy 2 znajduje się tablica pamięci.                                                                                          |
| Robert Proch                  | 1986          | 2019        | Jeden z najbardziej znanych polskich twórców związanych ze sztuką współczesną (Street art). |
| Wanda Rolbieska               | 1876          | 1952        | Nauczycielka. Od 1905 r. organizatorka tajnego nauczania języka polskiego i historii. Założycielka i dyrektorka (1922–1939) Miejskiego Katolickiego Gimnazjum Żeńskiego |
| Franciszek Siemiradzki        | 1870          | 1948        | Inżynier. Od 1924 w Bydgoszczy. Organizator i (do śmierci, z wojenną przerwą) dyrektor Państwowej Szkoły Przemysłowej (obecnie Zespół Szkół Mechanicznych przy ul. Świętej Trójcy 37). Działacz społeczny i gospodarczy. Prezes oddziału Stowarzyszenia Techników Polskich. |
| Jerzy Sulima-Kamiński         | 1928          | 2002        | Dziennikarz, literat W latach 1955–1990 związany z redakcją literacką Polskiego Radia. Autor słuchowisk, felietonów, recenzji literackich, także powieści (Stan podgorączkowy, Lot na uwięzi, Bilet do Singapuru) i trzytomowej bydgoskiej sagi Most Królowej Jadwigi. Radny, patron mostu nad Brdą na Starym Mieście. |
| Józef Trajtler                | 1877          | 1923        | Urodzony 19.02.1877 r., zmarł 31.01.1923 r. Węgier. Absolwent Politechniki Budapeszteńskiej. Dyplomowany inżynier, specjalista w dziedzinie budowy linii kolejowych. Od 1919 w Bydgoszczy, jako starszy radca rządowy mianowany naczelnikiem bydgoskiego Urzędu Ruchu gdańskiej Dyrekcji Kolei Państwowych. Jego zasługą było szybkie (w ciągu tygodnia) uruchomienie połączeń kolejowych po opuszczeniu miasta przez Niemców w styczniu 1920 r. oraz zapobieżenie wywozowi przez Niemców wagonów i mienia kolejowego. |
| Henryk Umbreit                | 1867          | 1942        | Działacz patriotycznego Towarzystwa Tomasza Zana we Wrocławiu. Od 1924 r. w Bydgoszczy. Wraz z bratem Piotrem odkupił od niemieckiego właściciela aptekę „Pod Lwem”, przy ul. Grunwaldzkiej 37. |
| Emil Warmiński                | 1881          | 1909        | Lekarz, rodowity bydgoszczanin. Od 1905 r. prezes Towarzystwa Gimnastycznego „Sokół”. Działacz różnych stowarzyszeń społecznych i gospodarczych. Organizator pierwszej biblioteki i czytelni polskiej w oraz Domu Polskiego w Bydgoszczy (1907). Jako ofiarny lekarz bezpłatnie leczył ubogich, wykupując dla nich również leki. W pobliżu miejsca, gdzie był Dom Polski przy ul. Warmińskiego 11 znajduje się tablica pamięci.                                                                                        |
| Stanisław Warmiński           | 1847          | 1905        | Lekarz, współzałożyciel i dyrektor szpitala dziecięcego św. Floriana, członek Towarzystwa Historycznego dla Obwodu Nadnoteckiego w Bydgoszczy, opiekun Emila Warmińskiego. |
| Franciszek Witecki            | 1854          | 1922        | Prezes i jeden z założycieli Towarzystwa Śpiewu „Halka”. Prezes bydgoskiego Okręgu Śpiewaczego. Współzałożyciel Towarzystwa Gimnastycznego „Sokół”. Założyciel Banku Przemysłowego przy ul. Długiej. W latach 1920–1922 prezes założonego przez siebie chóru „Harmonia”. Patron ulicy na osiedlu Bohaterów w Fordonie. |
| Edward Woyniłłowicz           | 1847          | 1928        | Pochodzący z Białorusi poseł do rosyjskiej Rady Państwa. Fundator kilku białoruskich przedsięwzięć naukowych. Utracił cały majątek na skutek podpisania Traktatu polsko-sowieckiego. Na nagrobku wykuto napis „Traktatem ryskim ze swej ziemi wygnany, deptać musiałem obce sobie łany”. |